# Home and Away
Home and Away ist eine australische Seifenoper, die seit dem 17. Januar 1988 auf Seven Network ausgestrahlt wird. Mit mehr als 8000 Folgen ist sie die zweiterfolgreichste Soap in Australien. In Australien ist die Serie sehr beliebt. Im Durchschnitt wird die Serie von 1,4 Millionen Zuschauern verfolgt. In Deutschland wurde die Serie bislang noch nicht ausgestrahlt.

## Handlung
Die Geschichten handeln von mehreren Jugendlichen und jungen Erwachsenen zwischen 15 und 25 Jahren und spielen alle um den Summer Bay Caravan Park.

## Hintergrund
Ende 1986 wurde Alan Bateman beauftragt, eine Pilotfolge für eine neue Seifenoper zu erstellen, jedoch sollte sie keine Kopie von Nachbarn werden. Bateman fand in Kangaroo Point, New South Wales eine Inspiration. Er sah Menschen, die ein Heim für Pflegekinder bauen wollten, aber die Gemeinde war dagegen. Dies nahm er als Grundlage seiner Soap.
Als die Serie begann, konzentriert Bateman sich auf Tom Fletcher und seine Frau, Pippa. Sie hatten vier Pflegekinder Frank Morgan, Carly Morris, Steven Matheson, Lyn Davenport und eine Adoptivtochter namens Sally Fletcher. Bobby Simpson förderte sie, sehr zum Ärger von Donald Fisher. Sie kauften den Caravan Park mit den Einheimischen Ailsa Stewart, Alf Stewart, Neville und Floss McPhee.
Home and Away feierte seine 21-jährige Produktion mit einer Feier in Sydney am 23. Juli 2009. Der Bürgermeister von Sydneys Pittwater Council übergab den Darstellern den Schlüssel von Palm Beach, einem Vorort im hohen Norden Sydneys und der Drehort der Serie.

## Besetzung

### Gegenwärtige Hauptdarsteller
| Schauspieler           | Rolle                | Status                            |
| ---------------------- | -------------------- | --------------------------------- |
| Ray Meagher            | Alf Stewart          | 1988–                             |
| Georgie Parker         | Roo Stewart          | 1988–1989, 2010–                  |
| Emily Symons           | Marilyn Chambers     | 1989–1992, 1995–1999, 2001, 2010– |
| Ada Nicodemou          | Leah Patterson-Baker | 2000–                             |
| Shane Withington       | John Palmer          | 2009–                             |
| Samara Weaving         | Indigo Walker        | 2009, 2010–2013                   |
| Charles Cottier        | Dexter Walker        | 2009, 2010–2013                   |
| Rhiannon Fish          | April Scott          | 2010–2013                         |
| Lisa Gormley           | Bianca Scott         | 2010–                             |
| Daniel Ewing           | Heath Braxton        | 2011–                             |
| Steve Peacocke         | Darryl Braxton       | 2011–                             |
| Lincoln Younes         | Casey Braxton        | 2011–2014                         |
| Marcus Graham          | Harvey Ryan          | 2011–                             |
| Demi Harman            | Sasha Bezmel         | 2011–                             |
| Will McDonald          | Jett James           | 2012–                             |
| Catherine Mack-Hancock | Natalie Davison      | 2012–                             |
| Nicholas Westaway      | Kyle Braxton         | 2012–                             |
| Charlie Clausen        | Zac MacGuire         | 2013–                             |
| Kassandra Clementi     | Maddy Osborne        | 2013–                             |
| Andrew Morley          | Spencer Harrington   | 2013–2015                         |
| Johnny Ruffo           | Chris Harrington     | 2013–                             |
| Bonnie Sveen           | Ricky Sharpe         | 2013–                             |
| Cassie Howarth         | Hannah Wilson        | 2013–                             |
| Philippa Northeast     | Evelyn MacGuire      | 2013–                             |
| Emily Weir             | Mackenzie Booth      | 2019–                             |
| Rachael Carpani        | Claudia Salini       | 2024–                             |

### Ehemalige Hauptdarsteller (Auswahl)
| Schauspieler           | Rolle            | Status                                                         |
| ---------------------- | ---------------- | -------------------------------------------------------------- |
| Dannii Minogue         | Emma Jackson     | 1989–1991                                                      |
| Julian McMahon         | Ben Lucini       | 1989–1990                                                      |
| Guy Pearce             | David Croft      | 1991–1992                                                      |
| Dieter Brummer         | Shane Parrish    | 1992–1996                                                      |
| Melissa George         | Angel Parrish    | 1993–1996                                                      |
| Isla Fisher            | Shannon Reed     | 1994–1997                                                      |
| Craig Thompson         | Martin Dibble    | 1988–1990, 2000, 2002                                          |
| Stephanie Jacobsen     | Charlotte Adams  | 2001–2002                                                      |
| Kylie Watson           | Shauna Bradley   | 1999–2001, 2002                                                |
| Ben Steel              | Jude Lawson      | 2000–2002                                                      |
| Matt Guarez Chris Egan | Nick Smith       | 1999 2000–2003                                                 |
| Beau Brady             | Noah Lawson      | 2000–2004                                                      |
| Tammin Sursok          | Dani Sutherland  | 2000–2004                                                      |
| Kate Garven            | Jade Sutherland  | 2000–2004                                                      |
| Bec Hewitt             | Hayley Lawson    | 1998–2005                                                      |
| Ryan Kwanten           | Vinnie Patterson | 1997–2002, 2004                                                |
| Les Hill               | Blake Dean       | 1990–1993, 2002, 2003, 2005                                    |
| Kip Gamblin            | Scott Hunter     | 2003–2005                                                      |
| Isabel Lucas           | Tasha Hunter     | 2003–2006                                                      |
| Jason Smith            | Robbie Hunter    | 2003–2006                                                      |
| Ivar Kants             | Barry Hyde       | 2004–2006                                                      |
| Clarissa House         | Beth Hunter      | 2003–2007                                                      |
| Amy Mizzi              | Kit Hunter       | 2003–2007                                                      |
| Chris Hemsworth        | Kim Hyde         | 2004–2007                                                      |
| Tim Campbell           | Dan Baker        | 2004–2007                                                      |
| Nicholas Bishop        | Peter Baker      | 2004–2005, 2006–2007                                           |
| Norman Coburn          | Donald Fisher    | 1988–2003, 2004, 2005, 2007                                    |
| Sharni Vinson          | Cassie Turner    | 2004–2008                                                      |
| Indiana Evans          | Matilda Hunter   | 2004–2008                                                      |
| Mark Furze             | Ric Dalby        | 2004–2008                                                      |
| Bob Morley             | Drew Curtis      | 2006–2008                                                      |
| Kate Ritchie           | Sally Fletcher   | 1988–2008, 2013                                                |
| Rhys Wakefield         | Lucas Holden     | 2005–2008                                                      |
| Paul O’Brien           | Jack Holden      | 2005–2009                                                      |
| Holly Brisley          | Amanda Vale      | 2005–2009                                                      |
| Conrad Coleby          | Roman Harris     | 2007–2009                                                      |
| Jordan Rodrigues       | Jai Fernandez    | 2008–2009                                                      |
| Jon Sivewright         | Tony Holden      | 2005–2010                                                      |
| Jodi Gordon            | Martha MacKenzie | 2005–2010                                                      |
| Amy Mathews            | Rachel Armstrong | 2006–2010                                                      |
| Lincoln Lewis          | Geoff Campbell   | 2007–2010                                                      |
| Todd Lasance           | Aden Jefferies   | 2005, 2007–2010                                                |
| Josh Quong Tart        | Miles Copeland   | 2007–2011                                                      |
| Tessa James            | Nicole Franklin  | 2008–2011                                                      |
| Luke Jacobz            | Angelo Rosetta   | 2008–2011                                                      |
| Cornelia Frances       | Morag Bellingham | 1988–1989, 1993, 2001, 2002, 2003, 2004–2008, 2009, 2011, 2012 |
| Jay Laga’aia           | Elijah Johnson   | 2010, 2011–2012                                                |
| David Jones-Roberts    | Xavier Austin    | 2008–2012                                                      |
| Rebecca Breeds         | Ruby Buckton     | 2008–2012                                                      |
| Lyn Collingwood        | Colleen Smart    | 1988–1989, 1997, 1999–2013                                     |
| Luke Mitchell          | Romeo Smith      | 2009–2013                                                      |
| Axle Whitehead         | Liam Murphy      | 2009–2013                                                      |
| Sonia Todd             | Gina Austin      | 2009–2013                                                      |
| Robert Mammone         | Sid Walker       | 2009, 2010–2013                                                |
| Esther Anderson        | Charlie Buckton  | 2008–2012, 2013                                                |
| Jake Speer             | Oscar MacGuire   | 2013–2016                                                      |
| Kyle Pryor             | Nate Cooper      | 2013–2017                                                      |
| Lynne McGranger        | Irene Roberts    | 1991–1992, 1993–2025                                           |

### Gaststars
- Richard Morgan als James Donahue (1989)
- Gregor Jordan als Rory Heywood (1989)
- Rachael Beck als Kim Mitchell (1990)
- Naomi Watts als Julie Gibson (1991)
- Tina Bursill als Lois Crawford (1991) und als Stella Patterson (2001, 2002)
- Paul Eenhoorn als Arzt (1992)
- Simon Baker als James Healy (1993–1994)
- Lenka als Francine Brooks (1994)
- Angela Punch McGregor als Ros Parrish (1994–1995)
- Danielle Spencer als Quinn Jackson (1995)
- Daniel Goddard als Eric Phillips (1995)
- Kimberley Joseph als Joanne Brennan (1995–1996)
- Rachael Blake als Mandy Thomas (1995, 1996, 1997)
- Mark Lee als Stuart Mitchell (1996, 1997)
- Martin Henderson als Geoff Thomas (1996)
- Lauren Hewett als Mikki Salter (1996) und als Miranda Porter (1999)
- Heath Ledger als Scott Irwin (1997)
- Christopher Mayer als Pete Sutherland (2002)
- Sophie Luck als Tamara Simpson#2 (2003)
- Andrew McFarlane als Ian Osbourne (2004)
- Adam Saunders als Corey Watkins (2005)
- Callan Mulvey als Johnny Cooper (2006–2007, 2008)
- Rodger Corser als Hugh Sullivan (2006, 2007)
- Daniel Ewing als Reuben Humpheries	 (2007)
- Oliver Davis als Oliver Philips (2008–2009)
- Kate Bell als Joey Collins (2009)
- Saskia Burmeister als Tegan Callahan (2011)
- Brenton Thwaites als Stu Henderson (2011–2012)
- Martin Lynes als Adam Sharpe (2012–2013)